# ヘンリ・サミュエリ

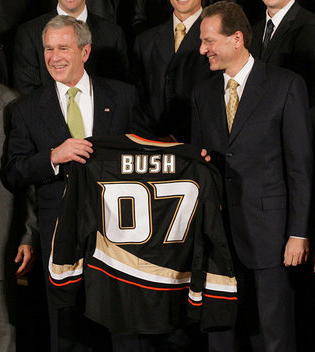
ヘンリ・サミュエリとジョージ・W・ブッシュ（2008年）

ヘンリ・サミュエリ（Henry Samueli、1954年9月20日 - ）は、アメリカ合衆国の実業家。ニューヨーク州バッファロー出身。

## 人物
コンピュータネットワーク企業であるBroadcomの設立者、会長、CTOである。フォーブス誌による、フォーブズ400長者番付での、ヘンリ・サミュエリのランク付けは164位。
慈善活動家としても有名で、カリフォルニア大学アーバイン校やロサンゼルス校に多額を寄付し、スクールの名前として、自らの名がつけられている。
また、2005年度より、NHLのチームである、アナハイム・ダックスのオーナーである。
1975年カリフォルニア大学ロサンゼルス校卒業、1980年に同大学院からPh.D.取得。

## 受賞歴
- 2012年 - マルコーニ賞
- 2021年 - IEEEファウンダーズメダル
- 2025年 - IEEE栄誉賞

## 参照リンク
- Henry Samueli